# 天鶴座υ
天鶴座υ，又名CD-3914936，HD 218242、SAO 214313、HR 8790，是天鶴座的一颗恒星，视星等为5.61，位于銀經357.92，銀緯-65.25，其B1900.0坐标为赤經23h 1m 19.6s，赤緯-39° -65.25′ 59″。